# 君じゃなけりゃ意味ないね (アルバム)
）
君じゃなけりゃ意味ないね（きみ - いみ - ）は高橋ひろの1作目のアルバム。

## 内容
シングル「いつも上機嫌」と同時発売となったソロデビューアルバム。タイトル曲として使われた「君じゃなけりゃ意味ないね」は後にシングル・カットとなった。

## 批評
CDジャーナルは「素直にポップスをやってるな、というとても素敵なバイブレーションが伝わってくる。大滝詠一や（チューリップ時代の同僚だった）財津和夫がやっていたポップスのラインがこういう形で生き続けている」と評した。

## 収録曲
1. ランチタイム グッドバイ
作詞：高橋ひろ・小倉めぐみ　作曲：高橋ひろ　編曲：高浪敬太郎
2. いつも上機嫌
作詞：高橋ひろ・藤井青銅　編曲：高橋ひろ　編曲：高浪敬太郎
3. 君に幸あれ 僕に福あれ
作詞：高橋ひろ・あさくらせいら　作曲：高橋ひろ　編曲：高浪敬太郎
「いつも上機嫌」のカップリング曲。
4. サブリナは何処へ
作詞：藤井青銅　作曲：高橋ひろ　編曲：中山 努
5. 夜明けのページボーイ
作詞・作曲・編曲：高橋ひろ
6. 合鍵
作詞・作曲・編曲：高橋ひろ　ストリングスアレンジ：長谷川智樹
7. SEX FRIEND
作詞：高橋ひろ・小倉めぐみ　作曲：高橋ひろ　編曲：中山努
8. ことほぎ
作詞：高橋ひろ・藤井青銅　編曲：高橋ひろ　編曲：中山努
9. 君じゃなけりゃ意味ないね
作詞・作曲：高橋ひろ　編曲：長谷川智樹
10. にじんで見えない
作詞・作曲：高橋ひろ　編曲：長谷川智樹